# NGC 7673
NGC 7673 (również PGC 71493 lub UGC 12607) – galaktyka spiralna (Sc/P), znajdująca się w gwiazdozbiorze Pegaza. Została odkryta 5 września 1864 roku przez Alberta Martha.
W galaktyce tej zaobserwowano supernową SN 2014ce.